# Zully Keith
Zully Keith (México; 4 de septiembre de 1948) es una actriz y comediante mexicana. Es reconocida por interpretar a Renata González de López en la serie de comedia Una familia de diez.

## Películas
- Parejas parejas (2010)
- Secretarias privadísimas (2000)
- Qué bonita familia: Papá 2000 (2000)
- Cuando calienta el sol (2000)
- El superman... Dilon (1993)
- Chicoasén (1980)
- Amor a la mexicana (1979)
- El sexo me da risa (1979)
- El año de la peste (1978)
- La muerte de un gallero (1977)
- Prisión de mujeres (1977)
- El reventón (1977)
- El karateca azteca (1976)
- El padrino... es mi compadre (1975)
- Presagio (1975)

## Participación en televisión
- Muy padres (2017) Nena Rivapalacio
- Querida enemiga (2008) ... Catalina Huerta viuda de Sabogal
- La rosa de guadalupe (2008) ... Catita Episodio:"El amor toca la puerta"
- Una familia de diez (2007 - a la fecha) ... Renata González de López
- Mujer, casos de la vida real ... (1997-2006)
- Pablo y Andrea (2005) ... Virginia Slater
- ¡Vivan los niños! (2002-2003) ... Nina
- Salomé (2000-2002) ... Rosario
- Diseñador ambos sexos Capítulo 8: "¿Quién diablos es Jordy?" y cap. 9 "Cita a ciegas" (2001) .... Doña Gloria, mamá de Jean Phillipe
- Nunca te olvidaré (1999) ... Irene
- ¿Qué nos pasa? (1998-1999) ... Esposa celosa
- Amada enemiga (1997) ... Rita
- Bendita mentira (1996) ... Flora
- Tenías que ser tú (1992)
- Todo de todo (1992) ... producción de Juan Osorio
- Papá Soltero (1990)
- Añoranza (1979)
- Una mujer marcada (1979) ... Ámbar Acevedo
- Un original y veinte copias (1978) ... Marilú
- Acompáñame (1977) ... Mercedes
- Los que ayudan a Dios (1973) ... Lola
- El show del Loco Valdés (1972)
- Ensalada de Locos (1971-1972)